# Sakata, Yamagata
Sakata (酒田市 (Tửu Điền thị) Sakata-shi) là một thành phố thuộc tỉnh Yamagata, Nhật Bản.